# Sawi
Le sawi ou savi est une langue indo-aryenne du sous-groupe des langues dardiques. Le sawi est parlé dans le village de Sau, situé dans la vallée du Kunar, dans l'Est de l'Afghanistan, par environ 3 000 personnes.
 Le sawi est proche linguistiquement du phalura.

## Phonologie

### Consonnes
|              |              | Bilabiales      | Alvéolaires     | Alvéolaires | Alvéolaires   | Dorsales        | Dorsales | Glottales |
| ------------ | ------------ | --------------- | --------------- | ----------- | ------------- | --------------- | -------- | --------- |
| Centrales    | Latérales    | Bilabiales      | Palatales       | Vélaires    | Uvulaire      |                 |          | Glottales |
| Occlusives   | simples      | p [p] b [b]     | t [t] d [d]     |             |               | k [k] g [g]     | (q) [q]  |           |
| Occlusives   | aspirées     | ph [pʰ] bh [bʰ] | th [tʰ] dh [dʰ] |             |               | kh [kʰ] gh [gʰ] |          |           |
| Occlusives   | rétroflexes  |                 | ṭ [ʈ] ḍ [ɖ]     |             |               |                 |          |           |
| Affriquées   | simples      |                 | (c) [t͡s]        |             | č [t͡ʃ] j [d͡ʒ] |                 |          |           |
| Affriquées   | aspirées     |                 |                 |             | čh [ t͡ʃʰ]     |                 |          |           |
| Fricatives   | sourdes      | (f) [f]         | s [s]           |             | š [ʃ]         |                 | (χ) [χ]  | h [h]     |
| Fricatives   | sonores      |                 | z [z]           |             |               |                 | (ʁ) [ʁ]  |           |
| Fricatives   | rétroflexes  |                 |                 |             | ć [-] ćh [-]  |                 |          |           |
| Nasales      | Simples      | m [m]           | n [n]           |             |               | (ŋ) [ŋ]         |          |           |
| Nasales      | rétroflexes  |                 |                 | ņ [ɳ]       |               |                 |          |           |
| liquide      | liquide      |                 | r [r] ṛ [ɽ]     | l [l] λ [-] |               |                 |          |           |
| Semi-voyelle | Semi-voyelle | w [w]           |                 |             | y [j]         |                 |          |           |

- Remarque: les parenthèses indiquent des phonèmes qui n'apparaissent que dans les mots d'emprunt.

## Morphologie

### Nombre
Le pluriel est marqué par trois suffixes :
1. -a pour des noms masculins : gram - village, pluriel grama ; mónuṣ - homme, mónuṣa ; lepuṛ - lèvre, lepuṛa ; daˑnd - dent, dáˑnda ; et quelques féminins : goiˑ - vache, goya.
2. -e pour les noms masculins en -o et -u : kučuró - chien, kučuré ; múṣo - souris, muṣe.
3. -ε pour des féminins : byɛˑċi - génisse, byɛˑċɛ ; jib - langue (organe), jibɛ.

## sources
- (de) Georg Buddruss, Die Sprache von Sau dans Ostafghanistan, Munich, Kitzinger, 1967.
- (ru) A.Л. Грюнберг, Сави язык//диалект dans Языки мира, Дардские и нуристанские языки, Moscou, Indrik, 1999,  (ISBN 5-85759-085-X)
- (en) Kendall D. Decker, Languages of Chitral. Sociolinguistic Survey of Northern Pakistan, Volume 5, Islamabad, National Institute of pakistan Studies, Quaid-i-Azam University, 1992.